# Mitrager noordami
Mitrager noordami är en spindelart som beskrevs av van Helsdingen 1985. Mitrager noordami ingår i släktet Mitrager och familjen täckvävarspindlar. Inga underarter finns listade i Catalogue of Life.